# Mathiasita
La mathiasita és un mineral de la classe dels òxids, que pertany al grup de la crichtonita. Rep el seu nom de Frances Celia Morna Mathias (1913-), geoquímica sud-africana de la Universitat de Ciutat del Cap.

## Característiques
La mathiasita és un òxid de fórmula química (K,Ba,Sr)(Zr,Fe)(Mg,Fe)₂(Ti,Cr,Fe)18O38. Cristal·litza en el sistema trigonal. La seva duresa a l'escala de Mohs és 7,5. La mongshanita es considera un sinònim de la mathiasita, tot i que en un principi va ser descrita com una espècie diferent.
Segons la classificació de Nickel-Strunz, la pertany a «04.CC: Òxids amb relació Metall:Oxigen = 2:3, 3:5, i similars, amb cations de mida mitjana i gran» juntament amb els següents minerals: cromobismita, freudenbergita, grossita, clormayenita, yafsoanita, latrappita, lueshita, natroniobita, perovskita, barioperovskita, lakargiïta, megawita, loparita-(Ce), macedonita, tausonita, isolueshita, crichtonita, davidita-(Ce), davidita-(La), davidita-(Y), landauïta, lindsleyita, loveringita, senaïta, dessauïta-(Y), cleusonita, gramaccioliïta-(Y), diaoyudaoïta, hawthorneïta, hibonita, lindqvistita, magnetoplumbita, plumboferrita, yimengita, haggertyita, nežilovita, batiferrita, barioferrita, jeppeïta, zenzenita i mengxianminita.

## Formació i jaciments
Va ser descoberta l'any 1983 i descrita gràcies a exemplars de tres localitats sud-africanes diferents: la mina Jagersfontein, al districte de Xhariep (Estat Lliure), a la mina Bultfontein, a Kimberley, i a les prospeccions de kimberlita de Kolonkwanen, al districte postal de Mackenzie's, ambdues darreres localitats a Cap Septentrional. També ha estat descrita a Rússia i a la Xina.